# Boeing GA-1
Boeing GA-1 (tên gọi trong công ty: Model 10) là một mẫu máy bay ba tầng cánh bọc giáp. Được thiết kế vào năm 1919, nó được trang bị 2 động cơ cánh quạt đẩy sửa đổi Liberty. Chiếc đầu tiên trong seri máy bay GAX bọc giáp hạng nặng của Bộ phận Kỹ thuật (cường kích, thử nghiệm), máy bay có trọng lượng lớn dự định được sử dụng để oanh tạc các đơn vị đối phương dưới mặt đất trong khi tránh được các cuộc tấn công từ mặt đất cũng như từ các máy bay chiến đấu của đối phương khác. Nó được bọc giáp tốt, như vậy trọng lượng 5 tấn của nó tỏ ra hơi thừa.

## Lịch sử

### Khởi đầu
Ngay sau khi kết thúc Chiến tranh Thế giới I, Lục quân Mỹ đã thăm dò, khảo sát các mẫu máy bay cường kích được vũ trang và bọc giáp hạng nặng. Đây là một dự án được cưng chiều của tướng William Mitchell. Bộ phận Kỹ thuật Cục không quân Lục quân đã đưa ra yêu cầu đề nghị cho các công ty sản xuất máy bay Mỹ vào 15 tháng 10 năm 1919. Không có thiết kế nào được đưa ra, vì vậy Bộ phận Kỹ thuật ra lệnh cho một trong những kỹ sư của mình là Isaac W. Laddon, cố gắng đưa ra một thiết kế mà ngành công nghiệp hàng không có thể thực hiện được. Thiết kế của Laddon có tên gọi GAX, bay lần đầu tại McCook Field vào 26 tháng 5 năm 1920. GAX là McCook Field Project P129 và sơn số thứ tự của AAS là 63272.

### Phát triển
Vào 7 tháng 6 năm 1920, Boeing được chọn để ký hợp đồng sản xuất 20 chiếc máy bay với tên gọi GA-1. Trước khi chiếc đầu tiên được giao vào tháng 5 năm 1921, đơn đặt hàng đã giảm xuống còn 10 chiếc. Máy bay thành phẩm được Boeing đánh số thứ tự từ 200 đến 209 và số thứ tự của AAS là 64146-64155. Số 64146 được xem như dự án P187 ở McCook.

### Đi vào hoạt động
GA-1 được gửi đến Kelly Field, Texas, để thử nghiệm hoạt động trong Nhóm cường kích số 3. Những thử nghiệm chỉ ra máy bay không thể chấp nhận được. Chúng có hiệu suất thấp và tầm nhìn kém. Máy bay có tiếng ồn và độ rung lớn gây ra bởi 3/16-inch (4.75mm)-lớp giáp dày. Quãng đường chạy đà cất cánh rất dài so với tiêu chuẩn vào lúc đó. Những chiếc GA-1 không được các phi công tin cậy.

## Đặc điểm thiết kế
Đặc tính khí đọng học của nó đã bị hi sinh để đổi lấy hỏa lực. Cấu trúc mạnh có khả năng mang được một lượng lớn đạn dược cùng với trọng lượng khoảng 2.200 lb (998 kg) của các tấm giáp. Kết quả là một cỗ máy được làm bằng gỗ được gia cố bởi các dây chằng với gỗ dán và vải bao bọc bên ngoài. Thân máy bay có dạng chữ nhật có vị trí của xạ thủ phía trước trong phần mũi mở, phi công trong một buồng lái dựng một nửa với cửa chớp bọc sắt cho tầm nhìn ra ngoài, và một xạ thủ súng máy phía sau. Những động cơ được đặt ở giữa cánh. Ở mặt trước của mỗi vỏ động cơ có một vị trí cho xạ thủ.

## Các phiên bản
GA-1máy bay ba tầng cánh bọc giáp, 1 phi công và 4 xạ thủ, 2 động cơ Liberty L-12A Vee có công suất 435 hp (324 kW), 10 chiếc
GA-2máy bay ba tầng cánh, 1 phi công và 2 xạ thủ, động cơ công suất 750 hp (559 kW) Engineering Division W-18, có 1 pháo 37mm và 6 súng máy 0.3 in (7.62mm), 2 chiếc

## Mốc thời gian quan trọng
Theo lời đồn đại những chiếc GA-1 tồn tại co đến khi bị điều tra vào 14 tháng 1-1926, những phi công của Kelly Field có thể bị đe dọa để bay những máy bay này, đó là hành vi vi phạm kỷ luật. Tất cả bị loại bỏ vào tháng 4 năm 1926.

## Thông số kỹ thuật (GA-1)
Tham khảo "The Complete Encyclopedia of World Aircraft"

### Đặc điểm riêng
- Phi đoàn: 5
- Chiều dài: 33 ft 7 in (10.25 m)
- Sải cánh: 65 ft 6 in (19.97 m)
- Chiều cao: 14 ft 3 in (4.34 m)
- Diện tích cánh: 1016 ft² (94.39 m²)
- Trọng lượng rỗng: 7.834 lb (3.553 kg)
- Trọng lượng cất cánh: 10.426 lb (4.729 kg)
- Trọng lượng cất cánh tối đa: n/a
- Động cơ: 2 × Liberty L-12A, 435 hp (324 kW) mỗi chiếc

### Hiệu suất bay
- Vận tốc cực đại: 105 mph (169 km/h)
- Vận tốc hành trình: 95 mph (153 km/h)
- Tầm bay: 350 miles (563 km)
- Trần bay: 11.500 ft (3.505 m)
- Vận tốc lên cao: 600 ft/min (3.05 m/s)
- Lực nâng của cánh: n/a
- Lực đẩy/trọng lượng: n/a

### Vũ khí
- 1 x pháo 37 mm Baldwin
- 8 x súng máy cỡ.30 Browning
- Nếu bỏ đi một số súng máy, máy bay có thể mang được 10 quả bom nhỏ